# エルモ社のカメラ製品一覧
エルモ社のカメラ製品一覧はエルモ社（現・テクノホライゾン）がかつて製造したカメラ製品の一覧である。

## 120フィルム使用カメラ
- エルモフレックスI（1938年発売、1946年再発売） - ピントフードの裏にミラーがありフードを倒すとピントグラスをアイレベルで見ることができる。フィルム送りは1枚目を赤窓で出し後は自動巻止め。レンズは上代光学製KOL75mmF3.5。
- エルモフレックスIS - レンズが高千穂光学工業（現オリンパス）製ズイコーに変わった。
- エルモフレックスジュニア（1947年発売） - ビューレンズが明るいエルザー75mmF2.9になっている。6×6cm判の他6×4.5cm判での撮影も可能。この機種のみピントフードの裏にミラーがない。フィルム送りは赤窓式。
- エルモフレックスIIIB（1949年発売） - レリーズがレバー式になった。
- エルモフレックスIIIC（1950年発売） - ボディーレリーズになった。
- エルモフレックスIIID（1951年発売） - シャッターがセイコーシャラピッドになった。
- エルモフレックスIIIE（1952年発売） - フィルム送りがセミオートマット式になった。
- エルモフレックスIIIF（1953年発売）
- エルモフレックスV（1954年発売）
- エルモフレックスVM（1955年発売） - シャッターがセイコーシャMFXになっている。エルモ社最後のスチルカメラとなった。

## 8mmフィルム使用カメラ
- エルモポケットオート（1963年発売） - ポケットサイズの小型8mm撮影機、レンズは10mmF1.8固定装着。
- エルモズーム８－ＴＬ（1964年発売） - 100ft長尺カートリッジフィルムを使用できるようにした。64コマ/秒の高速度撮影が可能。
- エルモスーパー8サウンド1012S-XLマクロ（1978年1月発売） - 200ft長尺カートリッジフィルムを使用できるようにした日本最初のスーパー8サウンドカメラ。レンズは12群17枚エルモズーム7.5-75mmF1.2-1.8固定装着。
- エルモスーパー8サウンド612S-XLマクロ（1978年1月発売） - 200ft長尺カートリッジフィルムを使用できるようにした日本最初のスーパー8サウンドカメラ。レンズは12群15枚エルモズーム8.5-51mmF1.2固定装着。
- エルモスーパー8サウンド230S-XL（1980年1月発売） - レンズはエルモズーム10.5-26.5mmF1.2固定装着。
- エルモスーパー8サウンド240S-XLマクロ（1980年2月発売） - レンズはエルモズーム8.5-34mmF1.2固定装着。
- エルモスーパー8サウンド260S-XLマクロ（1980年2月発売） - レンズはエルモズーム8-48mmF1.4固定装着。
- エルモスーパー8サウンド2400AFマクロ（1980年7月発売） - レンズはエルモズーム8.5-34mmF1.2固定装着。
- エルモスーパー8サウンド2600AFマクロ（1980年7月発売） - レンズはエルモズーム8-48mmF1.4固定装着。
- エルモスーパーワイドF20S-XL（1981年7月発売） - レンズはエルモズーム8.6-18mmF1.2固定装着、固定焦点。